# Le Grand'Tour
Pour les articles homonymes, voir Gold.
Pour plus de détails, voir Fiche technique et Distribution.
Le Grand'Tour est un film belge réalisé par Jérôme Le Maire et sorti en 2011.

## Fiche technique
- Titre : Le Grand'Tour
- Réalisation : Jérôme Le Maire
- Idée originale : Vincent Solheid
- Scénario : Benjamine De Cloedt, Jérôme Le Maire et Vincent Solheid
- Musique : Pierre Kissling
- Photographie : Jérôme Le Maire
- Montage : Julie Brenta et Matyas Veress
- Producteur : Philippe Kauffmann et Vincent Tavier
  - Coproducteur : Benjamine De Cloedt, Elisa Larrière, Priscilla Bertin et Judith Nora
- Production : La Parti Production et Silex Films
- Distribution : Silex Films et Mona Films
- Pays :  Belgique
- Durée : 98 minutes[1] ou 105 minutes[réf. nécessaire]
- Genre : Comédie dramatique
- Dates de sortie : 
  - France : 18 mai 2011 (Festival de Cannes)
  - Belgique : 3 octobre 2011 (Festival international du film francophone de Namur)
  - Belgique : 3 octobre 2012[réf. nécessaire]
  - France : 24 juillet 2013

## Distribution
- Denis Burton
- Chen Chenut
- Pierre Fontaine
- Christian Henrard
- Patrick Humblet
- Emmanuel Lawarée
- Arnaud Libert
- Vincent Marganne
- Vincent Solheid : un acteur

## Sélection
- 2011 : Festival de Cannes (programmation ACID)[2]